# Dodougou (Bobo-Dioulasso)
Pour les articles homonymes, voir Dodougou.
Dodougou est une commune rurale du département de Bobo-Dioulasso de la province du Houet dans la région des Hauts-Bassins au Burkina Faso.

## Géographie
Dodougou est située dans le 5e arrondissement du département de Bobo-Dioulasso, à 20 km du centre de Bobo-Dioulasso. Le village se trouve sur la falaise de Banfora.

## Éducation et santé
Le centre de soins le plus proche de Dodougou est le centre de santé et de promotion sociale (CSPS) de Yéguéresso ou les hôpitaux de Bobo-Dioulasso.